# 工学者
工学者（こうがくしゃ、英: engineering scientist, research engineer, engineering researcher, engineer）は、工学の研究開発的・理論的面を担う研究者。